# تپه نهمتان سرانجیرک
تپه نهمتان سرانجیرک مربوط به گودین VI- دوره اشکانیان است و در شهرستان هرسین، روستای سرانجیرک واقع شده و این اثر در تاریخ ۱۸ خرداد ۱۳۸۴ با شمارهٔ ثبت ۱۱۸۶۷ به‌عنوان یکی از آثار ملی ایران به ثبت رسیده است.